# Pedro Maria de Lacerda
Pedro Maria de Lacerda, primeiro e único Conde de Santa Fé, (Rio de Janeiro, 31 de outubro de 1830 — Rio de Janeiro, 12 de novembro de 1890) foi um sacerdote católico, bispo da diocese de São Sebastião do Rio de Janeiro por mais de vinte anos.
Filho de João Pereira de Lacerda e Camila Leonor Fontes, nasceu na freguesia da Candelária e faleceu no prédio do Seminário São José, no Morro do Castelo.
Dom Pedro foi confirmado décimo bispo do Rio de Janeiro pelo Papa Pio IX, por (bula) de 24 de setembro de 1868, em substituição a Dom Manuel do Monte Rodrigues de Araújo. Foi sagrado na Catedral Basílica de Mariana por Dom Antônio Ferreira Viçoso, bispo de Mariana. Tomou posse do bispado em 31 do mesmo mês por seu procurador Monsenhor Félix Maria de Freitas e Albuquerque. Fez sua entrada solene na catedral em 1 de março de 1869.
Foi feito Conde de Santa Fé por Decreto Imperial, de 16 de maio de 1888.
Era um dos adeptos do ultramontanismo.
Foi o último Bispo Capelão Mór, tomou parte no Concílio Vaticano I em Roma, e assistiu à queda do império, quando da Proclamação da República Brasileira (1889).
Encontra-se sepultado no interior do Palácio da Conceição.